# Komono
Komono – miasto w południowym Kongu, w departamencie Lékoumou. Według danych na rok 2007 liczyło 6 354 mieszkańców.